# Mariano Rampolla del Tindaro
Mariano Rampolla del Tindaro (Polizzi Generosa, Sicília, 17 d'agost de 1843 – Roma, 16 de desembre de 1913) fou un eclesiàstic i cardenal italià, secretari d'estat del papa Lleó XIII.
Descendent d'una família aristocràtica d'origen pisà establerta a Sicília des de finals del segle xiv, era el quart fill d'Ignazio Rampolla, comte del Tindaro, i de la seva muller Orsola Errante, baronessa di Avanella. Va fer els primers estudis amb un preceptor privat, i tot i l'oposició familiar aviat manifestà el desig de fer-se sacerdot. El 1856 ingressà al Seminari Menor de Roma i tot seguit al Collegio Capranica. Com que patia una malaltia nerviosa que li provocava un estrany tremolor del braç dret, en algun moment pensà a abandonar els estudis eclesiàstics, però al final els conclogué. Esdevingué un bon coneixedor del grec, del llatí, de l'hebreu i de l'armeni. Fou ordenat sacerdot a la Basílica de Sant Joan del Laterà el 17 de març de 1866 de mans de Costantino Patrizi Naro, cardenal bisbe de Porto-Santa Rufina i vicari general de Roma, sense la presència de cap membre de la seva família.
Fou admès a l'Acadèmia de Nobles Eclesiàstics per a estudiar diplomàcia, alhora que ingressava a la Pontifícia Universitat Gregoriana. El 1876 s'hi doctoraria en dret civil i canònic. De seguida entrà com a oficial a la Congregació per als Afers extraordinaris, fou nomenat prelat domèstic de Sa Santedat i canonge de la Basílica de Santa Maria Major.
El 1875 fou nomenat auditor de la nunciatura apostòlica a Madrid. Allí li fou encarregada la reconciliació del clergat dividit en els dos bàndols polítics, els carlíns i els liberals. El 1877 fou reclamat a Roma, a la Congregació de Propaganda Fide, en el departament d'afers orientals, per tal d'ocupar-se del cisma de l'Església Armènia. L'any següent fou nomenat protonotari apostòlic i el 1880 ascendit a secretari de la mateixa congregació i de la d'Afers Eclesiàstics Extraordinaris.
El 9 de setembre de 1882, a la capella del cor de la Basílica de Sant Pere del Vaticà, fou consagrat arquebisbe titular d'Eraclea de mans d'Edward Henry Howard of Norkfold, cardenal prevere de Ss. Giovanni e Paolo i arxipreste d'aquella basílica, i poques setmanes després era nomenat nunci apostòlic a Espanya. L'hi acompanyà com a secretari el jove sacerdot Giacomo della Chiesa, que anys a venir esdevindria papa amb el nom de Benet XV. A Madrid li pertocà presenciar una època compromesa, la de la monarquia i mort d'Alfons XII i la regència de la seva vídua Maria Cristina d'Habsburg-Lorena. Rampolla, en nom del papa Lleó XIII, batejà del fill d'aquesta, el rei Alfons XIII d'Espanya. Com a nunci, promogué la creació de l'diòcesi de Madrid-Alcalá de Henares per escissió de la arxidiòcesi de Toledo (1885) i la reforma del seu clergat, avesat fins aleshores a una vida dissipada i cortesana, molt allunyada de la jerarquia de Toledo. Precisament fou un sacerdot, Cayetano Galeote Cotilla, qui assassinà el primer bisbe de la nova diòcesi de Madrid-Alcalá, Narciso Martínez Izquierdo, que el mateix Rampolla havia consagrat. També va tenir cura de la restauració monàstica de L'Escorial, que confià a l'Orde de Sant Agustí, i cedí a la Companyia de Jesús el Santuari de Loiola (1885). Rampolla també hagué de gestionar l'aplicació del laude de Lleó XIII que posà fi al conflicte entre Espanya i l'Imperi Alemany ran del conflicte de les Illes Carolines (1885).
En el consistori del 14 de març de 1887 el papa Lleó XIII el creà cardenal prevere de S. Cecilia in Trastevere i pocs dies després el nomenà secretari d'estat mitjançant una carta programàtica que alarmà el govern del regne d'Itàlia, el qual aleshores no reconeixia cap poder civil a la Santa Seu. Rampolla mantindria el càrrec durant tota la resta d'aquell pontificat i acumularia també els de president del consell d'administració del Tresor de la Seu Apostòlica (1887), de camarlenc del Col·legi Cardenalici (1893-1894), d'arxipreste i president de la Fàbrica de Sant Pere (1894) i de gran prior de l'Orde de Malta (1896).
L'activitat diplomàtica del cardenal Rampolla es mogué en diverses direccions: el primer lloc, la Qüestió romana, afer que no aconseguí de resoldre a causa de la intransigència d'ambdues parts, i això malgrat el parer del secretari d'estat que opinava en privat sobre l'obsolescència d'un papat-reialme. Hi ha qui atribueix l'estancament de les negociacions a l'enemistat familiar que hi havia entre Rampolla i el primer ministre italià Francesco Crispi, sicilià com ell. En segon lloc, la normalització de relacions amb la Tercera República Francesa després que la Santa Seu acceptés el principi de laïcitat de l'estat i de l'ensenyament. Finalment, la proclamació de l'encíclica Rerum novarum de Lleó XII, que abordava directament els problemes socials, tot apropant-se als corrents liberals de pensament del moment i alhora fent esfereir els poders més conservadors. Altres activitats notables de Rampolla foren la reconstitució de la jerarquia catòlica al Regne Unit, l'establiment de relacions diplomàtiques de la Santa Seu amb l'Imperi Otomà, l'entesa amb l'Imperi Alemany després de la bafarada de la Kulturkampf i l'expansió del catolicisme al Japó ran de l'obertura a occident de la Restauració Meiji.
Lleó XIII morí el 20 de juliol de 1903, i en el conclave que es reuní per a elegir-ne el successor el nom del cardenal Rampolla del Tindaro era el que més sonava. El cert és que hi comparegué el cardenal Jan Maurycy Pawel Puzyna z Kozielsko, del títol de Ss. Vitale, Valeria, Gervasio e Protasio, bisbe-príncep de Cracòvia, que presentà en nom de l'emperador Francesc Josep I d'Àustria-Hongria l'exercici del jus exclusivae, és a dir el veto contra la possible elecció a papa de determinat cardenal, en aquest cas del secretari d'estat Rampolla. Es tractava d'un antic privilegi dels monarques catòlics que semblava caducat, perquè de fet no havia estat exercit des del conclave de 1830-1831 (tot i que hi va haver una temptativa en el de 1846), però que en realitat continuava vigent. Hom ha especulat sobre les possibles causes d'aquest veto de l'emperador austrohongarès contra el cardenal Rampolla: l'animadversió per haver denegat l'anul·lació de l'infortunat matrimoni del príncep hereu Rodolf amb la princesa Estefania de Bèlgica i la refús a donar sepultura catòlica al mateix Rodolf i a la seva amant Maria Vetsera, morts suïcides; la francofília declarada del cardenal; la petició formal però secreta que en tal sentit el rei Víctor Manuel III d'Itàlia feu a l'emperador; la bona entesa del secretari d'estat amb Alemanya i Rússia a propòsit de les apetències sobre Polònia; fins i tot la presumpció, tothora sostinguda per determinada historiografia, que Rampolla pertanyés a una secta ultraliberal i satànica de la Francmaçoneria. El cas és que, no sense haver protestat de forma vehement (ell i la majoria dels reunits), Rampolla del Tindaro retirà la seva candidatura en favor del qui finalment resultà elegit, Giuseppe Sarto, cardenal prevere de S. Bernardo alle Terme, arquebisbe de Venècia, el qual adoptà el nom de Pius X.
Amb l'elecció del nou papa Rampolla del Tíndaro hagué de presentar la dimissió, com era i és preceptiu. No li foren encomanades funcions específiques fins a finals de 1908, que fou nomenat secretari de la Congregació del Sant Ofici. El 1912 fou nomenat bibliotecari de la Santa Església Romana.
Mentre deia missa es trobà malament a causa d'una grip, i morí l'endemà mateix. Fou sebollit inicialment al cementiri romà del Campo Verano, però el 1929 les seves despulles foren traslladades a una tomba de l'església de S. Maria In Trastevere, que havia estat el seu títol cardenalici.